# شرونگوویتسه
شرونگوویتسه (به لهستانی:  Sieroniowice) یک روستا در لهستان است که در گمینا اویازد (استان اوپوله) واقع شده‌است. شرونگوویتسه ۶۴۰ نفر جمعیت دارد.